# ∪-добуток
{\displaystyle \smile }-добуток (кап-добуток, cup product, добуток Колмогорова — Александера) — в алгебраїчній топології операція, що двом групам сингулярних когомологій порядків p і q ставить у відповідність групу порядку p + q. З цим добутком когомології на просторі X утворюють градуйоване кільце, що позначається H∗(X).

## Означення
Нехай X — топологічний простір і {\displaystyle H^{n}(X)} — відповідні сингулярні когомології. Для стандартного симплекса {\displaystyle \Delta ^{n}=\{(t_{0},\dots t_{n})\mid {(\sum _{i}t_{i}=1)}\wedge {(\forall i\;t_{i}\geqslant 0)}\}} і для підмножини {\displaystyle S\subset \{0,\ldots ,n\}} нехай {\displaystyle \iota _{S}} позначає стандартне вкладення симплекса, що є опуклою комбінацією вершин {\displaystyle e_{i},\;\;i\in S} у симплекс {\displaystyle \Delta ^{n}.} {\displaystyle e_{i}} в попередньому позначає точку в {\displaystyle \mathbb {R} ^{n+1}} де i-та координата рівна 1, а всі решта 0 (нумерація координат є від 0 до n).
Для початку добуток визначається для коланцюгів: якщо cp  — p-коланцюг і dq  — q-коланцюг, то значення їх {\displaystyle \smile }-добутку на базових сингулярних симплексах {\displaystyle \sigma =\sigma (\Delta ^{n})} за означенням рівне:
{\displaystyle (c^{p}\smile d^{q})(\sigma )=c^{p}(\sigma \circ \iota _{0,1,...p})\cdot d^{q}(\sigma \circ \iota _{p,p+1,...,p+q})}
Кограниця двох коланцюгів cp і dq відповідно рівна
{\displaystyle \delta (c^{p}\smile d^{q})=\delta {c^{p}}\smile d^{q}+(-1)^{p}(c^{p}\smile \delta {d^{q}}).}
З цієї формули відразу випливає, що {\displaystyle \smile }-добуток двох коциклів теж є коциклом. Також {\displaystyle \smile }-добуток кограниці і коциклу в довільному порядку є кограницею. Дійсно, якщо наприклад dq  є коциклом то з попередньої формули його добуток з кограницею {\displaystyle \delta {c^{p}}} рівний {\displaystyle \delta {c^{p}}\smile d^{q}=\delta (c^{p}\smile d^{q}),} тобто теж є кограницею.
Таким чином введений добуток індукує добуток на когомологічних групах
{\displaystyle H^{p}(X)\times H^{q}(X)\to H^{p+q}(X).}

## Властивості
{\displaystyle \smile }-добуток задовольняє такі властивості з яких зокрема випливає, що {\displaystyle H^{*}(X)} з операціями додавання і {\displaystyle \smile }-добутку є кільцем:
{\displaystyle \alpha \smile \beta =(-1)^{pq}\beta \smile \alpha } (градуйована комутативність).
{\displaystyle f^{*}(\alpha \smile \beta )=f^{*}\alpha \smile f^{*}\beta } для гладкого відображення {\displaystyle f\colon Y\rightarrow X}
{\displaystyle \alpha \smile (\beta _{1}+\beta _{2})=\alpha \smile \beta _{1}+\alpha \smile \beta _{2}} (дистрибутивність)
{\displaystyle \alpha \smile (\beta \smile \gamma )=(\alpha \smile \beta )\smile \gamma } (асоціативність).

### Зв'язок з когомологіями де Рама
Для когомологій де Рама аналогом {\displaystyle \smile }-добутку є звичайний зовнішній добуток диференціальних форм, що задовольняє рівності:
{\displaystyle \mathrm {d} (\omega \wedge \eta )=\mathrm {d} \omega \wedge \eta +(-1)^{p}\omega \wedge \mathrm {d} \eta }.
Згідно теореми де Рама класи когомологій де Рама і сингулярних когомологій є ізоморфними. Якщо позначати {\displaystyle [\omega ]} — клас когомологій диференціальної форми, то при ідентифікації згідно теореми де Рама справедливим є твердження
{\displaystyle [\omega ]\smile [\eta ]=[\omega \wedge \eta ].}